# Laguna de Tecocomulco
La Laguna de Tecocomulco es una laguna en una cuenca de más de 56 000 hectáreas a 29 km de Tulancingo, 39 km de Pachuca y 115 km de la Ciudad de México. Se puede acceder en auto o transporte colectivo en un tiempo de 40 minutos aproximadamente desde Tulancingo. A partir de Pachuca se llega por la carretera hacia Ciudad Sahagún y hacia el kilómetro 38 se localiza una desviación.

## Ubicación
Se encuentra entre las comunidades de Tecocomulco, en Cuautepec de Hinojosa, y San Miguel Allende, en Tepeapulco, Estado de Hidalgo. Hidrológicamente, se ubica en la región denominada Río Pánuco correspondiente a la vertiente del Golfo de México, la cuenca es considerada una de las más importantes de México, ubicándose en el cuarto puesto a nivel nacional por su superficie y quinta por el volumen de sus escurrimientos.

## Flora y fauna
La laguna es un ecosistema acuático muy grande con gran variedad de animales como carpas, patos, garzas, ranas, conejos, coyotes, ardillas y algunas especies vegetales como azucena, begonia, lirio acuático y nopal. Es el último humedal de los lagos de Anáhuac, porque es un vaso regulador para descarga de acuíferos, tiene rica biodiversidad, es lugar de nidificación de aves migratorias provenientes del Norte del país, Estados Unidos y Canadá junto a 2 especies de anfibios en peligro de extinción.
El agua de la laguna, es el hogar también de una gran diversidad biológica de Fitoplancton, peces y el ajolote, además el tule alcanza a ser más del 85% de la superficie de la laguna.

## Actividad Humana
Es muy extensa y abarca varios campos como la caza, actividad que es permitida de finales de octubre a mediados de febrero, hay alquiler de lanchas y remos a visitantes y puestos ambulantes. Además a la orilla de la laguna existen casas, chozas y restaurantes construidos en adobe, bloques y ladrillo. Los restaurantes ofrecen platillos típicos de la Región. También en la zona se ven actividades como la agricultura, ganadería y pesca. El acceso al lugar es gratuito para toda persona.
La zona es habitada por la comunidad rural de San Miguel Allende donde viven unos 1435 habitantes, aunque en toda su cuenca hay 140 localidades con escasa población donde solo 36 tienen entre 100 y 1000 habitantes y una sola supera los 2000 habitantes, en general la población cerca a la laguna esta dispersa y tiene dificultad para que se les pueda otorgar los servicios básicos por lo que aún la cuenca y su población cuenta con un retrasado desarrollo, en parte esto pasa por la gran cantidad de problemas con la propiedad de la tierra, los cuales llevan muchos años y aún no tienen una solución clara.

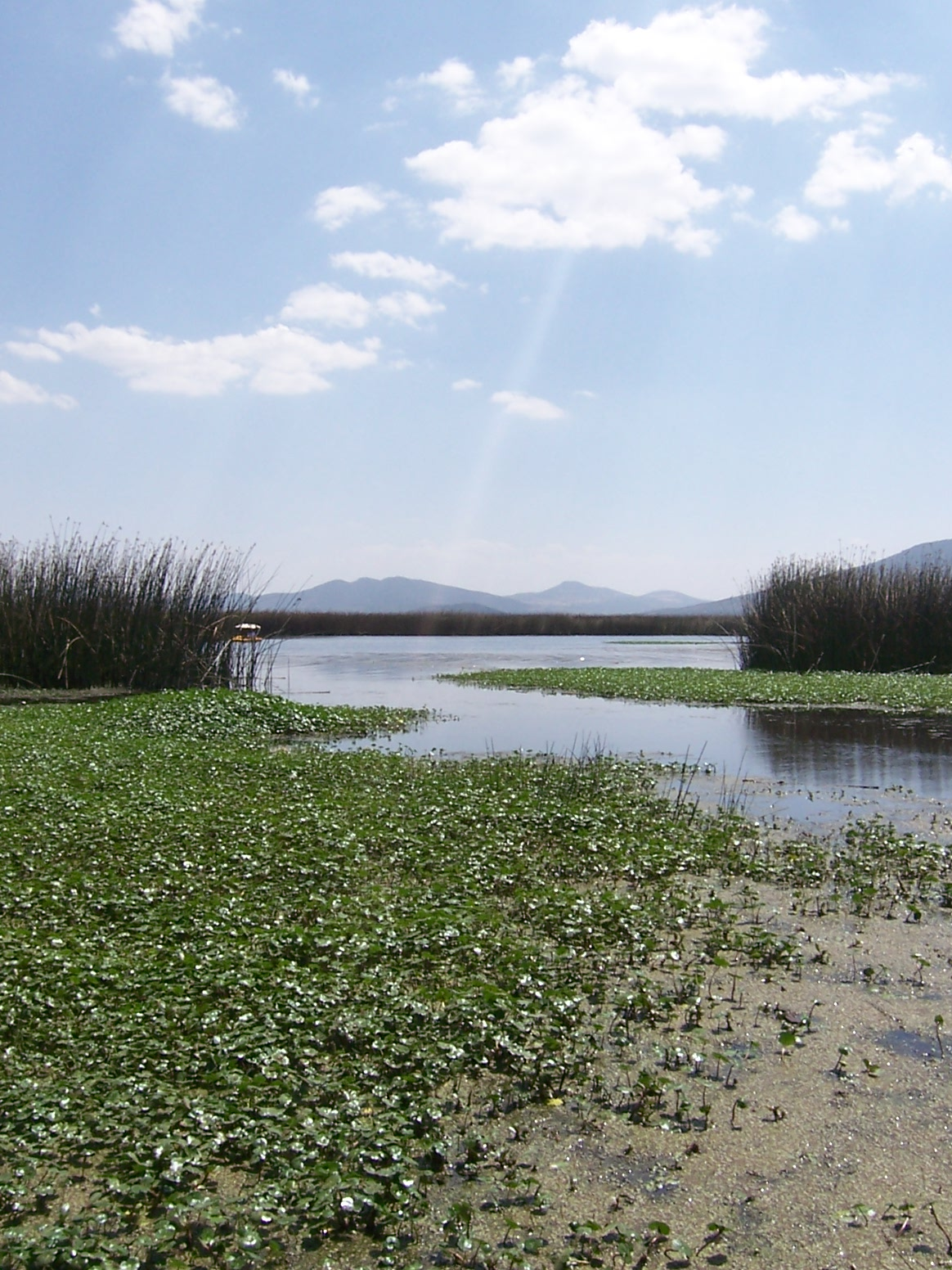
Laguna de Tecocomulco

## Contaminación
La laguna de Tecocomulco lastimosamente no se le ha dado la suficiente importancia y cuidado y no es un área natural protegida, sin embargo, la Sociedad Ecologista Hidalguense, A.C, está luchando y promoviendo que la zona sea declarada como tal. Y en 2003 fue declarada Sitio Ramsar. Pues la contaminación por la gente que habita en las comunidades cercanas y visitantes es alta, además que parte de la laguna se está secando perdiendo su capacidad de almacenamiento y se pretende convertir en tierras de cultivo. La erosión afecta casi la mitad de su cuenca y más de una tercera parte de esta se está degradando. Estos problemas han ocasionado problemas de inundaciones con grandes pérdidas anuales.
Gracias a las especies que la habitan, hacen que el agua parezca turbia, además de la basura que existe la orilla. También hay un alto grado de deforestación en sus alrededores. Por tanto se cree que la vida útil de la laguna iría hasta el año 2119, pero con todos los daños de los factores anteriormente mencionados esta se vería acortada hasta el 2045. Si desaparece la laguna afectaría en forma drástica su entorno, perdiendo diversidad de especies que siempre la han caracterizado.
También hay que destacar que en la laguna desembocan decenas de litros de combustibles, este problema es más reciente que los demás pero igual de nocivo, todo comenzó por la extracción clandestina de hidrocarburos de un ducto de Pemex, provocando que el líquido quedará esparcido en la tierra y con el tiempo de la perforación de la tubería, el combustible empezó a emerger de la tierra mezclándose con el agua de la laguna.

## Comisión de la Cuenca
A raíz del interés de algunos pobladores, por conservar este humedal y promover la gestión de sus recursos naturales para prevenir el grave y rápido deterioro de la cuenca. En 2005, se instaló la "Comisión de Cuenca, como un órgano auxiliar al Consejo de cuenca del Valle de México, se instaló con 18 vocalías integradas por voceros del sector público urbano y demás personas de la comunidad. En su inicio también se diseñaron 11 líneas estragicas, permitiendo el iniciar de su actuar. 
Sus objetivos son promover la prevención y control de la contaminación de los recursos naturales, la protección al ambiente y la preservación y restauración del equilibrio ecológico e hidrológico de manera ordenada y ser un foro para la gestión integral de los recursos hídricos, de coordinación y concertación de objetivos, metas, programas, proyectos y acciones específicas en el territorio.
En 2008, se dio un Plan de Gestión básico que conllevan a resultados en el manejo de la cuenca. Con el tiempo se ha logrado el involucramiento de las autoridades en la atención a la cuenca fortaleciendo la estructura de la comisión. Entre los planes se ha apostado a la capacitación y fortalecimiento del conocimiento en la gente.